# Кудинов, Сергей Васильевич
Сергей Васильевич Кудинов (род. 29 июня 1991 года, Астрахань, СССР) — российский гандболист, левый полусредний французского клуба «Шартр» и сборной России.

## Карьера

### Клубная
Сергей Кудинов родился в городе Астрахань. Начал заниматься гандболом в немецком клубе «Магдебург», за который играл его отец Василий Кудинов. Профессиональную карьеру начал в клубе «Динамо» (Астрахань). 
В 2014 году перешёл в французский клуб «Шартр» из второго дивизиона. В сезоне 2014/15 «Шартр» вышел в высший дивизион, но уже через год вернулся обратно, заняв 13-е место среди 14 команд. В сезоне 2018/19 «Шартр» выиграл второй дивизион и вновь поднялся в высший. В сезоне 2019/20 «Шартр» шёл на 10-м месте среди 14 участников высшего дивизиона (6 побед в 18 матчах на момент остановки сезона), а также дошёл до полуфинала Кубка Франции (полуфинальные матчи, которые должны были пройти в начале апреля 2020 года, были отменены из-за пандемии Covid-19). Кудинов в 18 матчах чемпионата Франции 2019/20 забросил 67 мячей. В 2020 году в «Шартр» перешёл ещё один россиянин Денис Васильев.

### Международная карьера
С 2013 года Сергей Кудинов выступает за сборную России. Участник чемпионатов мира 2015 и 2021 годов, а также чемпионата Европы 2014 года.

## Семья
Сергей Кудинов — сын двукратного олимпийского чемпиона Василия Кудинова.

## Статистика
| Сезон   | Клуб            | Лига             | Матчи | Голы   | Голы   | Голы  |
| Сезон   | Клуб            | Лига             | Матчи | С игры | 7-метр | Всего |
| ------- | --------------- | ---------------- | ----- | ------ | ------ | ----- |
| 2015-16 | Chartres MHB 28 | Division 1 (LNH) | 25    | 54     | 0      | 54    |
| 2016-17 | Chartres MHB 28 | Division 2       | 26    | 58     | 0      | 58    |
| 2017-18 | Chartres MHB 28 | Division 2       | 27    | 25     | 0      | 25    |